# 亞斯納波利亞納 (克拉馬托爾斯克區)
亞斯納波利亞納（羅馬化：Yasna Poliana）是烏克蘭東部頓涅茨克州克拉馬托爾斯克區克拉馬托爾斯克市鎮的鎮，距離州府頓涅茨克98公里、區府克拉馬托爾斯克2公里，面積1.36平方公里，海拔高度72米，2013年人口2,159。
在2001年人口普查中，该地共有2,254人。其中69.79%是乌克兰人，28.62%是俄罗斯人，还有0.62%的亚美尼亚人、0.27%的犹太人和0.18%的摩尔多瓦人。